# Włochy na Zimowych Igrzyskach Olimpijskich 1976
Włochy na Zimowych Igrzyskach Olimpijskich 1976 reprezentowało 58 zawodników: 47 mężczyzn i jedenaście kobiet. Był to dwunasty start reprezentacji Włoch na zimowych igrzyskach olimpijskich. Wszystkie medale (4) reprezentanci Włoch zdobyli w narciarstwie alpejskim.

## Zdobyte medale
| Medal  | Zawodnik         | Dyscyplina            | Konkurencja               | Rezultat    |
| ------ | ---------------- | --------------------- | ------------------------- | ----------- |
| Złoto  | Piero Gros       | Narciarstwo alpejskie | Slalom specjalny mężczyzn | 2:03,29 min |
| Srebro | Gustav Thöni     | Narciarstwo alpejskie | Slalom specjalny mężczyzn | 2:03,73 min |
| Srebro | Claudia Giordani | Narciarstwo alpejskie | Slalom specjalny kobiet   | 1:30,87 min |
| Brąz   | Herbert Plank    | Narciarstwo alpejskie | Bieg zjazdowy mężczyzn    | 1:46,59 min |

## Skład kadry

### Biathlon
Mężczyźni
| Zawodnik                                                  | Konkurencja         | czas biegu | Kary | Łączny czas | Pozycja |
| --------------------------------------------------------- | ------------------- | ---------- | ---- | ----------- | ------- |
| Willy Bertin                                              | Bieg na 20 km       | 1:13:50,36 | 3:00 | 1:16:50,36  | 4.      |
| Lino Jordan                                               | Bieg na 20 km       | 1:15:49,83 | 2:00 | 1:17:49,83  | 7.      |
| Pierantonio Clementi                                      | Bieg na 20 km       | 1:16:08,86 | 7:00 | 1:23:08,86  | 23.     |
| Lino Jordan Pierantonio Clementi Luigi Weiss Willy Bertin | Sztafeta 4 × 7,5 km | 2:08:15,55 | 3    | 2:08:15,55  | 6.      |

### Biegi narciarskie
Mężczyźni
| Zawodnik                                                        | Konkurencja        | czas               | Pozycja            |
| --------------------------------------------------------------- | ------------------ | ------------------ | ------------------ |
| Giulio Capitanio                                                | Bieg na 15 km      | 46:51,14           | 21.                |
| Renzo Chiocchetti                                               | Bieg na 15 km      | 47:11,22           | 29.                |
| Roberto Primus                                                  | Bieg na 15 km      | 47:29,02           | 36.                |
| Fabrizio Pedranzini                                             | Bieg na 15 km      | 48:58,30           | 53.                |
| Giulio Capitanio                                                | Bieg na 30 km      | 1:35:58,29         | 28.                |
| Roberto Primus                                                  | Bieg na 30 km      | 1:37:55,47         | 34.                |
| Renzo Chiocchetti                                               | Bieg na 30 km      | 1:37:15,82         | 38.                |
| Ulrico Kostner                                                  | Bieg na 30 km      | 1:37:49,85         | 41.                |
| Tonio Biondini                                                  | Bieg na 50 km      | Nie ukończył biegu | Nie ukończył biegu |
| Roberto Primus                                                  | Bieg na 50 km      | Nie ukończył biegu | Nie ukończył biegu |
| Ulrico Kostner                                                  | Bieg na 50 km      | Nie ukończył biegu | Nie ukończył biegu |
| Carlo Favre                                                     | Bieg na 50 km      | Nie ukończył biegu | Nie ukończył biegu |
| Renzo Chiochetti Tonio Biondini Ulrico Kostner Giulio Capitanio | Sztafeta 4 × 10 km | 2:12:07,12         | 7.                 |

### Bobsleje
Mężczyźni
| Osada  | Zawodnik                                                   | Konkurencja | Ślizg 1 | Ślizg 2 | Ślizg 3 | Ślizg 4 | Łącznie | Pozycja |
| ------ | ---------------------------------------------------------- | ----------- | ------- | ------- | ------- | ------- | ------- | ------- |
| ITA-I  | Giorgio Alverà Franco Perruquet                            | Dwójki      | 56,62   | 56,71   | 56,84   | 57,13   | 3:47,30 | 8.      |
| ITA-II | Nevio De Zordo Ezio Fiori                                  | Dwójki      | 57,71   | 57,58   | 57,88   | 57,95   | 3:51,12 | 16.     |
| ITA-II | Nevio De Zordo Ezio Fiori Roberto Porzia Lino Benoni       | Czwórki     | 55,75   | 55,80   | 57,08   | 57,17   | 3:45,80 | 11.     |
| ITA-I  | Giorgio Alverà Piero Vegnuti Adriano Bee Francesco Butteri | Czwórki     | 55,59   | 55,92   | 56,94   | 57,42   | 3:45,87 | 12.     |

### Kombinacja norweska
Mężczyźni
| Zawodnik             | Konkurencja   | Bieg narciarski | Bieg narciarski | Bieg narciarski | Skoki narciarskie | Skoki narciarskie | Skoki narciarskie | Skoki narciarskie | Skoki narciarskie | Skoki narciarskie | Skoki narciarskie | Skoki narciarskie | Łącznie | Pozycja |
| Zawodnik             | Konkurencja   | Czas biegu      | Pozycja         | Punkty          | Skok 1            | Nota              | Skok 2            | Nota              | Skok 3            | Nota              | Punkty            | Pozycja           | Łącznie | Pozycja |
| -------------------- | ------------- | --------------- | --------------- | --------------- | ----------------- | ----------------- | ----------------- | ----------------- | ----------------- | ----------------- | ----------------- | ----------------- | ------- | ------- |
| Francesco Giacomelli | Indywidualnie | 56:08,75        | 31.             | 146,92          | 68,0              | 89,1              | 72,0              | 94,2              | 74,0              | 96,1              | 190,3             | 20,               | 337,22  | 31.     |
| Modesto De Silvestro | Indywidualnie | 52:27,61        | 25.             | 180,90          | 60,5              | 71,1              | 62,0              | 68,7              | 57,5              | 26,2              | 139,8             | 33.               | 319,89  | 32.     |

### Łyżwiarstwo figurowe
| Zawodnik                         | Konkurencja     | Nota   | Pozycja |
| -------------------------------- | --------------- | ------ | ------- |
| Susanna Driano                   | Solistki        | 181,62 | 7.      |
| Matilde Ciccia Lamberto Ceserani | Tańce na lodzie | 191,46 | 6.      |
| Isabella Rizzi Luigi Freroni     | Tańce na lodzie | 168,64 | 14.     |
| Stefania Bertele Walter Cecconi  | Tańce na lodzie | 166,22 | 16.     |

### Łyżwiarstwo szybkie
Mężczyźni
| Zawodnik           | Konkurencja   | Konkurencja   | Konkurencja    | Konkurencja    | Konkurencja    | Konkurencja    | Konkurencja    | Konkurencja    | Konkurencja      | Konkurencja      |
| Zawodnik           | Bieg na 500 m | Bieg na 500 m | Bieg na 1000 m | Bieg na 1000 m | Bieg na 1500 m | Bieg na 1500 m | Bieg na 5000 m | Bieg na 5000 m | Bieg na 10 000 m | Bieg na 10 000 m |
| Zawodnik           | Czas          | Miejsce       | Czas           | Miejsce        | Czas           | Miejsce        | Czas           | Miejsce        | Czas             | Miejsce          |
| ------------------ | ------------- | ------------- | -------------- | -------------- | -------------- | -------------- | -------------- | -------------- | ---------------- | ---------------- |
| Bruno Toniolli     | 41,44         | 23.           | 1:22,83        | 14.            | 2:05,66        | 19.            |                |                |                  |                  |
| Floriano Martello  |               |               | 1:26,54        | 26.            | 2:09,68        | 25.            |                |                |                  |                  |
| Giovanni Panciera  |               |               |                |                | 2:33,52        | 30.            |                |                |                  |                  |
| Maurizio Marchetto |               |               |                |                |                |                | 8:04,07        | 21.            | 16:22,55         | 17.              |
| Ivano Bamberghi    |               |               |                |                |                |                | 8:21,04        | 28.            |                  |                  |
| Loris Vellar       |               |               |                |                |                |                | 8:31,85        | 31.            |                  |                  |

### Narciarstwo alpejskie
Mężczyźni
| Zawodnik       | Konkurencja        | Konkurencja        | Konkurencja       | Konkurencja               | Konkurencja               | Konkurencja               | Konkurencja               | Konkurencja               | Konkurencja               | Konkurencja               |
| Zawodnik       | Zjazd              | Zjazd              | Slalom gigant     | Slalom gigant             | Slalom gigant             | Slalom gigant             | Slalom specjalny          | Slalom specjalny          | Slalom specjalny          | Slalom specjalny          |
| Zawodnik       | Czas               | Pozycja            | Czas 1. przejazdu | Czas 2. przejazdu         | Czas łączny               | Pozycje                   | Czas 1. przejazdu         | Czas 2. przejazdu         | Czas łączny               | Pozycja                   |
| -------------- | ------------------ | ------------------ | ----------------- | ------------------------- | ------------------------- | ------------------------- | ------------------------- | ------------------------- | ------------------------- | ------------------------- |
| Herbert Plank  | 1:46,59            | brąz               |                   |                           |                           |                           |                           |                           |                           |                           |
| Rolando Thöni  | 1:48,13            | 14.                |                   |                           |                           |                           |                           |                           |                           |                           |
| Gustav Thöni   | 1:49,25            | 26.                | 1:44,19           | 1:43,48                   | 3:27,67                   | 4.                        | 1:00,55                   | 1:03,18                   | 2:03,73                   | srebro                    |
| Erwin Stricker | Nie ukończył biegu | Nie ukończył biegu |                   |                           |                           |                           |                           |                           |                           |                           |
| Fausto Radici  |                    |                    | 1:46,97           | 1:43,22                   | 3:30,09                   | 7.                        | Nie ukończył 1. przejazdu | Nie ukończył 1. przejazdu | Nie ukończył 1. przejazdu | Nie ukończył 1. przejazdu |
| Franco Bieler  |                    |                    | 1:47,00           | 1:43,24                   | 3:30,24                   | 8.                        | 1:01,04                   | Nie ukończył 2. przejazdu | Nie ukończył 2. przejazdu | Nie ukończył 2. przejazdu |
| Piero Gros     |                    |                    | 1:45,69           | Nie ukończył 2. przejazdu | Nie ukończył 2. przejazdu | Nie ukończył 2. przejazdu | 1:01,23                   | 1:02,06                   | 2:03,29                   | złoto                     |

Kobiety
| Zawodniczka      | Konkurencja | Konkurencja | Konkurencja               | Konkurencja               | Konkurencja                | Konkurencja                | Konkurencja                | Konkurencja                |
| Zawodniczka      | Zjazd       | Zjazd       | Slalom gigant             | Slalom gigant             | Slalom specjalny           | Slalom specjalny           | Slalom specjalny           | Slalom specjalny           |
| Zawodniczka      | Czas        | Pozycja     | Czas                      | Pozycja                   | Czas 1. przejazdu          | Czas 2. przejazdu          | Czas łączny                | Pozycja                    |
| ---------------- | ----------- | ----------- | ------------------------- | ------------------------- | -------------------------- | -------------------------- | -------------------------- | -------------------------- |
| Paola Hofer      | 1:49,60     | 15.         | 1:32,67                   | 23.                       | Nie ukończyła 1. przejazdu | Nie ukończyła 1. przejazdu | Nie ukończyła 1. przejazdu | Nie ukończyła 1. przejazdu |
| Wanda Bieler     | 1:50,58     | 20.         | Nie ukończyła konkurencji | Nie ukończyła konkurencji | 48,86                      | 46,80                      | 1:35,66                    | 8.                         |
| Jolanda Plank    | 1:52,50     | 25.         |                           |                           |                            |                            |                            |                            |
| Wilma Gatta      |             |             | 1:30,51                   | 7.                        | Nie ukończyła 1. przejazdu | Nie ukończyła 1. przejazdu | Nie ukończyła 1. przejazdu | Nie ukończyła 1. przejazdu |
| Claudia Giordani |             |             | 1:31,44                   | 13.                       | 46,87                      | 44,00                      | 1:30,87                    | srebro                     |

### Saneczkarstwo
Mężczyźni
| Zawodnik                         | Konkurencja | Ślizg 1 | Ślizg 2 | Ślizg 3 | Ślizg 4                         | Łącznie                         | Pozycja                         |
| -------------------------------- | ----------- | ------- | ------- | ------- | ------------------------------- | ------------------------------- | ------------------------------- |
| Karl Brunner                     | Jedynki     | 53,916  | 53,228  | 53,023  | 53,021                          | 3:33,188                        | 11.                             |
| Peter Gschnitzer                 | Jedynki     | 54,051  | 53,812  | 53,357  | 1:27,540                        | 4:08,760                        | 37.                             |
| Paul Hildgartner                 | Jedynki     | 54,348  | 53,373  | 53,828  | Nie stanął na starcie 4. ślizgu | Nie stanął na starcie 4. ślizgu | Nie stanął na starcie 4. ślizgu |
| Karl Feichter Ernst Haspinger    | Dwójki      | 43,853  | 43,318  |         |                                 | 1:27,171                        | 7.                              |
| Paul Hildgartner Walter Plaikner | Dwójki      | 43,781  | 44,058  |         |                                 | 1:27,839                        | 11.                             |

Kobiety
| Zawodniczka        | Konkurencja | Ślizg 1 | Ślizg 2 | Ślizg 3 | Ślizg 4 | Łącznie  | Pozycja |
| ------------------ | ----------- | ------- | ------- | ------- | ------- | -------- | ------- |
| Sarah Felder       | Jedynki     | 44,056  | 43,118  | 43,075  | 43,374  | 2:53,623 | 11.     |
| Maria-Luise Rainer | Jedynki     | 44,943  | 44,848  | 44,768  | 44,972  | 2:59,531 | 16.     |

### Skoki narciarskie
Mężczyźni
| Konkurencja            | Skoczek              | Skok 1    | Skok 1 | Skok 2    | Skok 2 | Nota  | Pozycja |
| Konkurencja            | Skoczek              | odległość | Nota   | odległość | Nota   | Nota  | Pozycja |
| ---------------------- | -------------------- | --------- | ------ | --------- | ------ | ----- | ------- |
| Skocznia normalna K-84 | Marcello Bazzana     | 75,0      | 103,8  | 74,5      | 102,0  | 205,8 | 38.     |
| Skocznia normalna K-84 | Lido Tomasi          | 76,0      | 101,4  | 76,0      | 101,9  | 203,3 | 45.     |
| Skocznia normalna K-84 | Francesco Giacomelli | 71,0      | 94,9   | 72,0      | 97,0   | 191,0 | 49.     |
| Skocznia normalna K-84 | Leo De Crignis       | 70,5      | 91,1   | 74,0      | 99,7   | 190,8 | 50.     |
| Skocznia duża K-104    | Francesco Giacomelli | 81,0      | 83,4   | 75,5      | 74,2   | 157,6 | 44.     |
| Skocznia duża K-104    | Lido Tomasi          | 82,0      | 80,8   | 77,0      | 71,3   | 152,1 | 47.     |
| Skocznia duża K-104    | Leo De Crignis       | 76,0      | 71,4   | 76,0      | 71,9   | 143,3 | 49.     |
| Skocznia duża K-104    | Marcello Bazzana     | 74,0      | 72,1   | 71,0      | 65,9   | 138,0 | 51.     |